# Plagiognathops microlepis
Plagiognathops microlepis és una espècie de peix cipriniforme de la família dels ciprínids.

## Morfologia
- Els mascles poden assolir 70 cm de longitud total i 3.000 g de pes.[2][3]

## Hàbitat
És un peix d'aigua dolça i de clima temperat.

## Distribució geogràfica
Es troba a Àsia: riu Iang-Tsé, conca del riu Amur, riu Ussuri i llac Khanka.